# Biologia de água doce

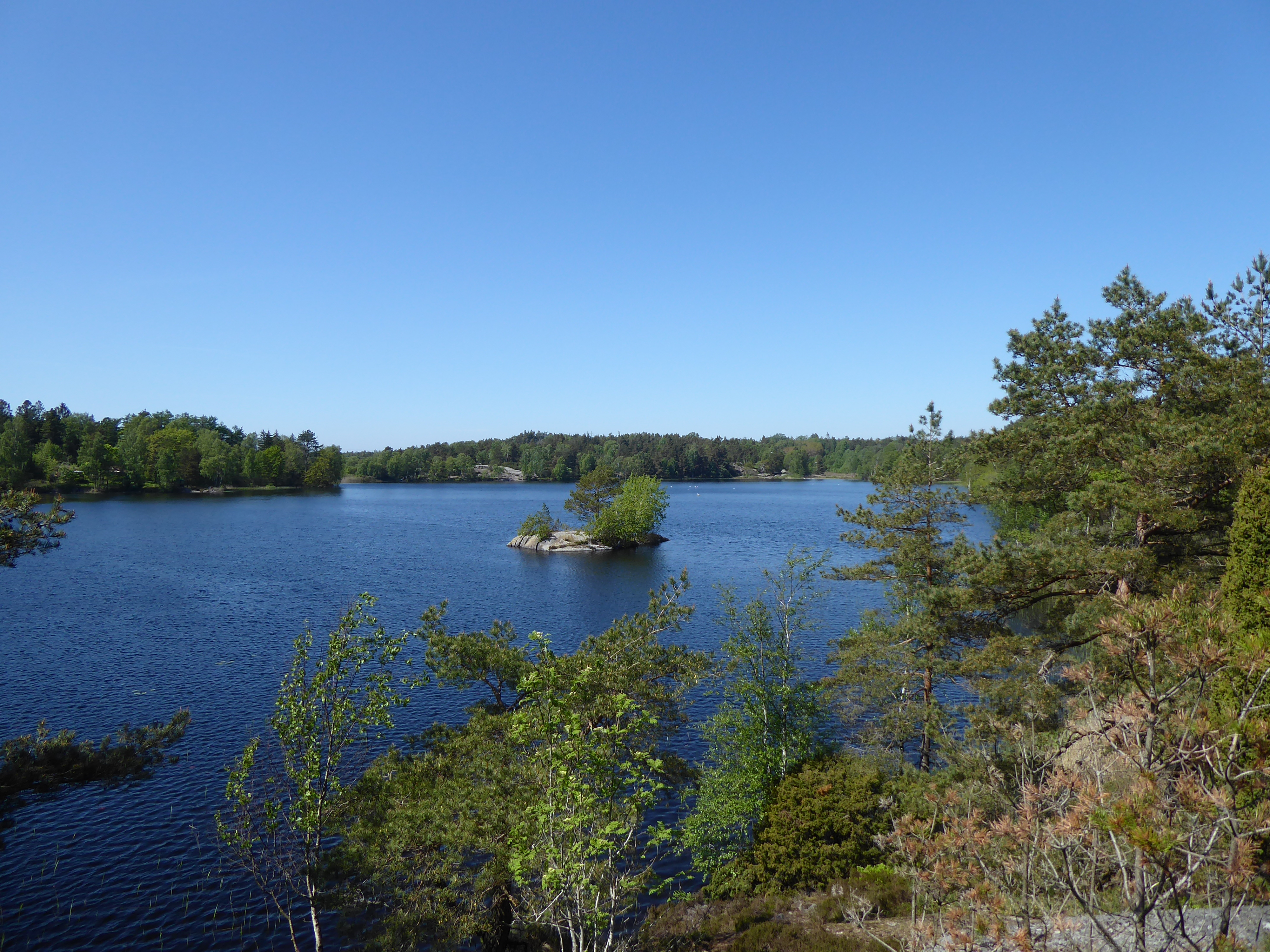
Oxsjön, um lago na Suécia. A biologia de água doce foca em ambientes como lagos.

Biologia de água doce é o estudo científico e biológico dos ecossistemas de água doce, sendo um ramo da limnologia. Esta disciplina busca compreender as interações entre organismos vivos e seu ambiente físico. Esses ambientes físicos podem incluir rios, lagos, córregos, lagoas, reservatórios ou áreas úmidas. O conhecimento dessa área é amplamente utilizado em processos industriais para aproveitar os processos biológicos envolvidos no tratamento de esgoto e na purificação de água. A presença e o fluxo de água são aspectos essenciais para a distribuição das espécies e influenciam quando e onde as espécies interagem nos ambientes de água doce.

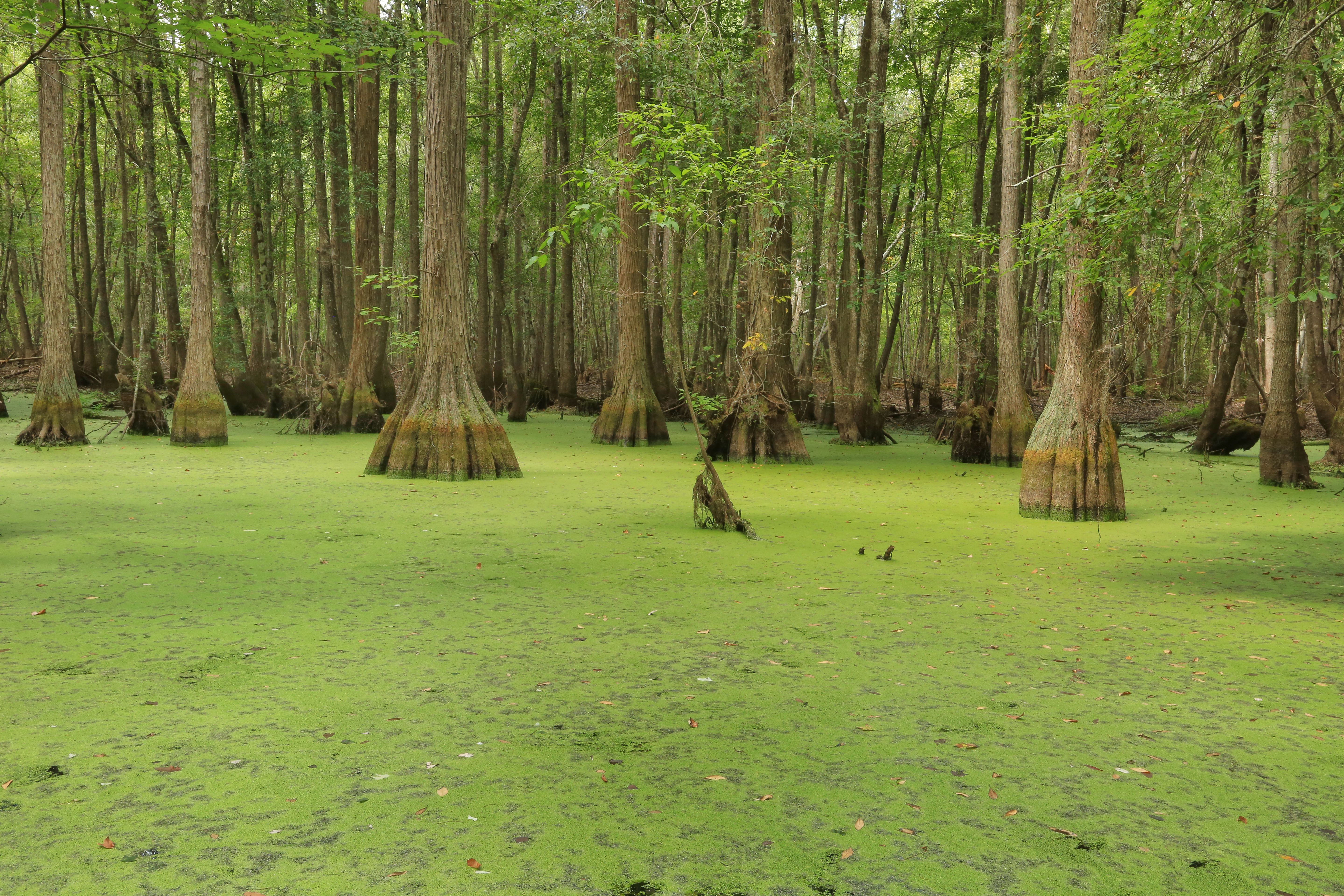
Uma lagoa na planície de inundação do rio Oconee, na Geórgia, EUA, com a superfície coberta por Lemnoideae, mas ainda habitada por peixes.

No Reino Unido, a Associação Biológica de Água Doce (Freshwater Biological Association), localizada perto de Windermere, em Cúmbria, foi uma das primeiras instituições a pesquisar a biologia de água doce, promovendo conceitos de trofismo em lagos e demonstrando o processo de migração de águas oligotróficas para mesotróficas e, finalmente, para pântanos.
A biologia de água doce também é usada para estudar os efeitos das mudanças climáticas e o aumento do impacto humano nos sistemas aquáticos e em ecossistemas mais amplos. Organismos de água doce, especialmente vertebrados, parecem estar em maior risco de extinção devido às mudanças climáticas em comparação com organismos terrestres ou marinhos.

## Habitats de água doce
Os habitats de água doce incluem rios, córregos, lagos, lagoas e áreas úmidas e abrigam uma ampla variedade de organismos.

### Rios e córregos
As águas correntes são um tipo de habitat de água doce composto principalmente por rios e córregos. As águas rápidas possuem maior teor de oxigênio, permitindo que diferentes espécies prosperem, o que facilita o combate à poluição. As águas correntes são sistemas abertos, ou seja, não são isolados e trocam matéria e energia com outros sistemas. Grande parte da matéria orgânica encontrada em águas correntes provém de escoamento terrestre ou sedimentos de montante, sendo uma importante fonte de alimento para muitas espécies. Corpos hídricos fluentes começam nas nascentes, que incluem fontes, lagos e degelo, e seguem até suas desembocaduras, geralmente outro canal de água em movimento ou o oceano. As características dos córregos e rios mudam ao longo de sua trajetória da nascente até a foz. Por exemplo, na nascente, a água é mais clara, tem maior teor de oxigênio, temperaturas mais baixas e espécies heterotróficas comuns. No meio do percurso, a largura geralmente aumenta e a diversidade de espécies cresce devido a mudanças na temperatura e no teor de oxigênio, incluindo plantas aquáticas verdes e algas. Na foz, a concentração de oxigênio é menor, e a água é mais turva devido aos sedimentos acumulados ao longo do rio ou córrego. Esse aumento de sedimentos reduz a penetração de luz na água, diminuindo a diversidade de flora e, com menos oxigênio, a diversidade de fauna.
A zona ripária é a área ao longo das margens de rios ou córregos que abriga plantas de alta umidade, essenciais para o ecossistema. Essas plantas formam uma barreira entre a terra e o sistema de água corrente, protegendo-o contra poluição e inundações. Além disso, fornecem habitat para muitas espécies de áreas úmidas, muitas das quais estão ameaçadas ou em perigo. Por fim, as plantas ripárias sombreiam a água, reduzindo o estresse térmico na água e na vida aquática, enquanto fornecem nutrientes na forma de matéria orgânica.

### Lagos e lagoas
As águas paradas são um tipo de habitat de água doce composto principalmente por lagos e lagoas. Esses habitats têm diversidade de espécies limitada, pois são isolados uns dos outros e de outros sistemas aquáticos, diferentemente das águas correntes. As águas paradas passam pelo processo de estratificação, no qual a água é dividida em camadas com base no teor de oxigênio. A estratificação não ocorre em águas correntes devido ao movimento rápido que mistura águas com diferentes teores de oxigênio. A camada superior tem mais oxigênio, e, à medida que a profundidade aumenta, o oxigênio diminui. A estratificação pode ser sentida na temperatura da água, já que a camada superior é mais quente devido ao aquecimento pelo sol, enquanto as camadas mais profundas são mais frias.
As águas paradas podem ser divididas em três zonas com base na profundidade e na distância da margem. O epilímnio é a camada mais superficial e a mais quente, aquecida diretamente pelo sol. Essa zona abriga a maior biodiversidade em águas paradas, com uma ampla variedade de organismos essenciais para a saúde do ecossistema e importantes na dieta de organismos do habitat, como algas, plantas aquáticas, moluscos, insetos, peixes, crustáceos e anfíbios. A zona limnética está abaixo do epilímnio. Essa zona tem temperaturas mais baixas, boa iluminação e uma menor variedade de organismos, incluindo fitoplâncton, zooplâncton e peixes. O plâncton dessa zona desempenha um papel crucial na cadeia alimentar do habitat, sustentando a dieta de muitos organismos importantes. A zona mais profunda é o hipolímnio, com muito pouca luz, temperaturas mais frias e maior densidade em comparação com as camadas anteriores. Quando o plâncton morre, ele cai nessa camada, fornecendo nutrientes para a fauna local, chamada de heterotróficos, que consomem organismos mortos e usam oxigênio para respiração celular, resultando em menor teor de oxigênio no hipolímnio.
A termoclina é a zona de transição entre a água quente da superfície e a água mais fria em profundidade. A mistura limitada e o movimento da água em águas paradas ocorrem na termoclina e vem principalmente da renovação sazonal. Durante o outono e a primavera, há uma mistura de camadas, geralmente devido ao vento, que circula o oxigênio e cria uma temperatura mais uniforme em todo o sistema aquático. A zona marginal é a área de transição entre os sistemas aquáticos e a terra, semelhante à zona ripária em sistemas de águas correntes. Também funciona de maneira semelhante à zona ripária, com as plantas protegendo a água contra poluição, inundações e estresse térmico, enquanto fornecem nutrientes e habitats para espécies aquáticas e de áreas úmidas.

### Áreas úmidas
As áreas úmidas são um tipo específico de habitat de águas paradas que inclui pântanos, charcos e turfeiras. Devido à natureza encharcada e submersa do solo, as condições anaeróbicas das áreas úmidas são únicas e suportam a maior diversidade de espécies de todos os ecossistemas. As áreas úmidas retardam a decomposição da matéria orgânica, criando camadas de material orgânico rico que fornece nutrientes importantes para as espécies do sistema. A fauna que reside nas áreas úmidas é chamada de hidrófitas, adaptada a condições muito úmidas e molhadas. As áreas úmidas abrigam um grande número de espécies de aves, anfíbios, insetos, répteis, gramíneas e árvores que não podem habitar outros sistemas, tornando-as vulneráveis à extinção, já que as áreas úmidas estão sendo destruídas para desenvolvimento urbano e agricultura. As áreas úmidas ajudam a combater a poluição e as mudanças climáticas, filtrando poluentes e armazenando uma grande quantidade de carbono da biosfera em seu solo úmido e água parada, apesar da pequena área de terra que ocupam. Além disso, as áreas úmidas oferecem proteção contra inundações e tempestades, pois o sistema pode absorver grandes quantidades de água em excesso. A capacidade das áreas úmidas de absorver água também auxilia na recarga de aquíferos. As áreas úmidas não são apenas habitats e sistemas de água doce, pois existem pântanos salgados e turfeiras que suportam diferentes espécies.
As Baías de Carolina são uma forma única de área úmida predominante nas Carolinas, com algumas encontradas fora das Carolinas ao longo da costa leste dos Estados Unidos. As Baías de Carolina são caracterizadas como depressões elípticas cercadas por uma borda de areia e com fundo arenoso. Essa depressão passa por períodos úmidos e secos, enchendo-se de água da chuva durante os meses de inverno e primavera e secando no verão. As Baías de Carolina frequentemente contêm espécies raras, algumas endêmicas às baías.

## Organismos de água doce
Os organismos de água doce são geralmente divididos nas categorias de organismos bentônicos e pelágicos, pois essas são as duas zonas de vida encontradas no bioma de água doce. Os organismos de água doce podem incluir invertebrados, insetos, peixes, anfíbios, mamíferos, aves, plantas aquáticas e plâncton.

### Invertebrados
Os invertebrados de água doce incluem moluscos de água doce, insetos, crustáceos e anelídeos. Os invertebrados de água doce fornecem um elo importante nas cadeias alimentares de água doce, transportando nutrientes e energia de produtores, como algas e plantas aquáticas, para consumidores superiores, como peixes e anfíbios. Além disso, os invertebrados podem atuar como bioindicadores importantes para a saúde do ecossistema.

### Peixes
Os peixes de água doce são muito diversos, consistindo em mais de 18.000 espécies e representando um quarto das espécies de vertebrados do mundo. Cerca de metade das espécies de peixes vive em ambientes de água doce, enquanto a outra metade vive em água salgada. Alguns peixes, como salmões e algumas espécies de tubarões, conseguem transitar entre ambientes de água doce e salgada, conectando os dois. Esses peixes são chamados de diádromos, termo derivado do grego que significa "correr entre", em referência ao movimento entre água doce e salgada.

### Anfíbios
Os anfíbios, que incluem sapos, rãs, salamandras e gimnofionos, são um grupo que predomina em habitats de água doce. Os anfíbios são exotérmicos e possuem pele fina, o que significa que dependem da água para se manterem hidratados. Os anfíbios podem atuar como indicadores da saúde ambiental, pois são facilmente afetados por alterações no ambiente, como poluição ou mudanças climáticas.

### Aves
As aves aquáticas são um grupo de aves que dependem de habitats aquáticos para caça, descanso e, às vezes, nidificação. As aves que dependem de habitats de água doce incluem espécies como martins-pescadores, flamingos e várias espécies de anatídeos. Muitas espécies utilizam as plantas desses ambientes de água doce para material de nidificação, habitat e alimento. Além disso, as aves aquáticas ajudam a controlar populações de peixes e insetos nesses ambientes.

### Plantas aquáticas
As plantas aquáticas funcionam de maneira semelhante às plantas terrestres, fornecendo a base da cadeia alimentar, removendo dióxido de carbono e produzindo oxigênio. As plantas aquáticas podem ser divididas em três categorias: emergentes, submersas e flutuantes. As plantas emergentes, como cavalinhas e taboas, estão enraizadas perto da borda dos ecossistemas de água doce e geralmente se projetam para fora da água. As plantas submersas, como elodeias, estão completamente submersas e podem ser enraizadas ou não. As plantas flutuantes, como nenúfares e lentilhas-d'água, podem ser enraizadas ou não, mas suas folhas flutuam na superfície da água.

## Ameaças
A causa mais comum de poluição da água é o escoamento de águas pluviais de áreas urbanizadas. O escoamento pluvial é a água da chuva e do degelo que não foi absorvida. As superfícies impermeáveis usadas em construções domésticas e urbanas substituem o solo que antes absorvia a água da chuva, aumentando a quantidade de escoamento que passa a percorrer distâncias maiores. Esse escoamento excessivo pode carrear poluentes à medida que chega a córregos, rios, lagos, áreas úmidas e até aquíferos, poluindo ecossistemas de água doce importantes e água de abastecimento. Além disso, o aumento de inundações e erosão pode ser causado pelo aumento do escoamento pluvial.

### Poluição de águas correntes
Os rios e córregos drenam a água que cai em áreas elevadas, e essa água em movimento dissolve poluentes mais rapidamente do que as águas paradas. Os três principais contribuintes para a poluição – indústria, agricultura e urbanização – são comumente encontrados ao longo de águas correntes, agravando a poluição. Outro fator que contribui para a destruição de rios e córregos é a alteração física dessas águas, principalmente na forma de barragens, desvio de água, alteração de canais e desenvolvimento de terras ao redor. Essas alterações afetam a temperatura da água, os padrões de fluxo e aumentam os sedimentos, destruindo condições de habitat importantes para muitos organismos aquáticos e reduzindo a qualidade da água.
Uma questão importante em relação à poluição de córregos e rios é o conceito de que a poluição à montante afeta a população à jusante. Os resíduos de uma indústria ou uma aplicação excessiva de nutrientes na agricultura à montante podem contaminar a água à jusante, prejudicando seus usos. Isso se torna especialmente problemático em corpos de água em movimento que cruzam diferentes países ou estados, pois o que um país ou estado faz a montante pode afetar drasticamente o que o país ou estado a jusante vai poder fazer em função de como fica a qualidade da água.

### Poluição de águas paradas
Lagos e lagoas sofrem muitos dos mesmos problemas de poluição que rios e córregos, mas são poluídos mais rapidamente devido à menor circulação de água e volume de água e à ausência de saídas de fluxo. As águas paradas circulam muito menos do que as águas correntes, com as camadas mais profundas se movendo apenas durante mudanças sazonais, duas vezes por ano. Lagos e lagoas são bacias nas quais a água corrente geralmente flui e se acumula, o que significa que os poluentes também se acumulam sem uma saída.
A eutrofização é o processo de crescimento vegetal abundante, uma ameaça dominante às águas paradas. Se nutrientes necessários para o crescimento de plantas aquáticas, antes limitados, tornam-se abundantemente disponíveis, as populações de plantas aumentam rapidamente. Esse crescimento excessivo de plantas reduz o teor de oxigênio da água, sufocando outras formas de vida aquática. Os resíduos humanos frequentemente contêm esses nutrientes, como fósforo em fertilizantes e nitrogênio em áreas de pecuária, e, em combinação com a baixa circulação em águas paradas, causam poluição e depleção de organismos. Muitos dos problemas de poluição que afetam lagos e lagoas também afetam áreas úmidas, já que a circulação de água nas áreas úmidas também é lenta.

### Poluição e depleção de águas subterrâneas
A água superficial é onde a água subterrânea é expressa, sendo as áreas úmidas os maiores exemplos de onde o lençol freático está próximo ou na superfície. A água encontrada em habitats de água doce é uma combinação de fluxo superficial, precipitação e expressão de água subterrânea. Essa relação entre água subterrânea e água superficial significa que a poluição da água subterrânea afeta a poluição da água doce superficial.
De acordo com uma pesquisa da Agência de Proteção Ambiental dos Estados Unidos (EPA), cerca de um quarto da água subterrânea utilizável dos Estados Unidos está contaminada. A água subterrânea é a única fonte de água potável para cerca da metade da população dos Estados Unidos. À medida que as populações humanas crescem e se industrializam, a demanda por água subterrânea aumenta, mas a poluição da água subterrânea também aumenta. A poluição da água subterrânea é fácil de alcançar devido à lenta circulação da água, ainda mais lenta do que a de lagos e lagoas. A água deve navegar pela porosidade da rocha do aquífero, movendo-se, em média, apenas alguns centímetros por dia. A taxa de recarga da água subterrânea é o tempo que leva para a água subterrânea se reabastecer e é extremamente lenta, levando a escassez de água, pois os humanos retiram água dos aquíferos mais rapidamente do que a taxa de recarga. Devido a essa circulação tão lenta, a água subterrânea pode permanecer poluída por décadas, já que os processos naturais de purificação são muito lentos.